# فرانتس گابل
}}
فرانتس گابل (انگلیسی: Franz Gabl؛ ۲۹ دسامبر ۱۹۲۱ – ۲۳ ژانویهٔ ۲۰۱۴) اسکی‌باز آلپاین، و اسکی‌باز پرش اهل اتریش بود.